# Jörn Axel Kämmerer
Jörn Axel Kämmerer (* 14. Januar 1965 in Braunschweig) ist ein deutscher Rechtswissenschaftler und seit 2000 Inhaber des Lehrstuhls für Öffentliches Recht, Völker- und Europarecht an der Bucerius Law School in Hamburg.

## Leben
Er studierte Rechtswissenschaft an der Eberhard Karls Universität in Tübingen und an der Université Paul Cézanne Aix-Marseille III in Aix-en-Provence. 1988 legte Kämmerer die Maîtrise en droit und 1991 das erste juristische Staatsexamen ab.
1993 wurde Jörn Axel Kämmerer mit einer Arbeit zum Thema „Die Antarktis in der Raum- und Umweltschutzordnung des Völkerrechts“ promoviert. In dieser Arbeit beschäftigt sich Kämmerer insbesondere mit dem Madrider Umweltschutzabkommen sowie auch mit dem Antarktis-Vertrag und den angeschlossenen Verträgen und Vertragsprojekten wie dem Wellingtoner Übereinkommen. Das zweite juristische Staatsexamen legte er 1995 ab. 2000 erfolgte die Habilitation mit einer Arbeit zum Thema „Privatisierung. Typologie – Determinanten – Rechtspraxis – Folgen“. Ebenfalls 2000 nahm er einen Ruf an die Bucerius Law School an. Seither nahm er verschiedene Gastprofessuren wahr, etwa an der Université Paris 1 Panthéon-Sorbonne und der Seoul National University. Zur siebten Auflage übernahm er 2021 zusammen mit Markus Kotzur die Herausgeberschaft des Kommentars zum Grundgesetz „von Münch/Kunig“. Mittlerweile gibt er in der vierten Auflage ein Lehrbuch zum Staatsorganisationsrecht heraus.
Seine Forschungsschwerpunkte bilden zurzeit das Staatsorganisationsrecht und die Freiheitsrechte sowie die Finanzregulierung und das Zentralbankrecht. Daneben beschäftigt er sich schwerpunktmäßig mit dem Berufsrecht und dem EU-Wirtschaftsrecht. In der Vergangenheit befasste er sich zudem mit dem internationalen Wirtschaftsrecht, Recht staatsfreier Räume, Europäisches Wettbewerbsrecht, öffentliche Unternehmen, Privatisierung, Regulierung und Föderalismus.
Von 2016 bis 2022 war Kämmerer Generalsekretär der Societas Iuris Publici Europaei (SIPE), im Anschluss seit 2023 ihr Präsident. Am 24. Oktober 2023 wurde ihm die Ehrendoktorwürde durch die Universität Lissabon verliehen.

## Publikationen
- Allgemeines Verwaltungsrecht. Ein Fall-Kompendium. Luchterhand, Neuwied 1998, ISBN 3-472-03364-9.
- Wolfgang Graf Vitzthum/Jörn Axel Kämmerer: Bürgerbeteiligung vor Ort. Defizite, Formen und Perspektiven bürgerschaftlichen Engagements in den Kommunen. Robert Bosch Stiftung, Beiträge zum Ehrenamt, Band 4, Stuttgart 2000.
- Gregor Thüsing/Jörn Axel Kämmerer: Leiharbeit und Verfassungsrecht. Zum Gleichbehandlungsgebot von Stammbelegschaft und Leiharbeitnehmern sowie zur Errichtung von Personal-Service-Agenturen durch das Erste Gesetz für moderne Dienstleistungen am Arbeitsmarkt. Duncker & Humblot, Berlin 2005, ISBN 3-428-11751-4.
- Staatsorganisationsrecht. Heymanns, Köln, 4. Aufl. 2022, ISBN 978-3-8006-6544-0.
- Wie lebt es sich eigentlich so in der Hafencity?, Hamburg 2008